# ناتاشا
ناتاشا (بالروسية: Наташа)‏ هو اسم من أصل سلافي. الاسم باللغة السلافية هو تصغير ناتاليا. 

## أشخاص مشاهير
- ناتاشا ليو بورديزو ، ممثلة آسيوية أسترالية
- ناتاشا وهي موضوع قصة ناتاشا  ، كتاب قصصي عام 1994
- ناتاشا أغيلار (1970-2016) ، سباحة كوستاريكية
- ناتاشا أرتن برونزويك (1909-2003) ، عالمة رياضيات ومصورة ألمانية أمريكية
- ناتاشا آرثي (مواليد 1969) ، كاتبة سينمائية دانماركية ، مخرجة ومنتجة أفلام
- ناتاشا بادمان (مواليد 1966) ، متسابقة في مسابقات الترياتل سويسرية
- ناتاشا باريت (الغموض) ، عدة أشخاص
- ناتاشا بومونت (مواليد 1974) ، الممثلة الماليزية الأسترالية
- ناتاشا بيدنجفيلد (مواليد 1981) ، مغنية بريطانية
- ناتاشا بيسيز (مواليد 1986) ، مغنية أمريكية
- ناتاشا شميريفا (مواليد 1958) ، لاعبة التنس الروسية
- ناتاشا تشوكليت (مواليد 1979) ، لاعبة كرة قدم أسترالية
- ناتاشا كولينز (1976-2008) ، الممثلة والعارضة البريطانية
- ناتاشا كورنيت (مواليد 1979) ، قاتلة أمريكية حكم عليها بالسجن مدى الحياة لجرائم قتل ليليد
- ناتاشا ديمكينا (مواليد 1987) ، امرأة روسية زعمت أنها تمتلك رؤية خارقة
- ناتاشا ديسبورو (مواليد 1974) ، مذيعة إذاعية باللغة الإنجليزية
- ناتاشا دوي (مواليد 1988) ، لاعبة كرة القدم الإنجليزية
- ناتاشا إلوي ، شخصية تلفزيونة إنجليزية كندية ومصورة الفيديو
- ناتاشا إنجلاند (مواليد 1952) ، المغنية الاسكتلندية
- ناتاشا فالي (مواليد 1973) ، ناشطة حقوق الإنسان الكندية
- ناتاشا فتح ، صحفية كندية
- ناتاشا فلاير (مواليد 1969) ، عالمة الأرض الأمريكية وعالمة الرياضيات التطبيقية
- ناتاشا جيفوسكي ، رئيسة تنفيذية أمريكية
- ناتاشا جريغسون فاغنر (مواليد 1970) ، الممثلة الأمريكية
- ناتاشا هاغن ، المغنية وكاتبة الأغاني النمساوية
- ناتاشا هاملتون (مواليد 1982) ، مغنية بريطانية
- ناتاشا هينستريدج (من مواليد 1974) ، الممثلة الكندية
- ناتاشا جاناكيفا (مواليد 1951) ،متسابقة زورق بلغارية
- ناتاشا كايزر (مواليد 1967) ، رياضية أمريكية
- ناتاشا كامبوش (مواليد 1988) ، مؤلفة نمساوية اختطفت في طفولتها
- ناتاشا كابلنسكي (مواليد 1972) ، مقدمة الأخبار البريطانية
- ناتاشا كيلر (مواليد 1977) ، لاعبة الهوكي الألمانية
- ناتاشا خان (مواليد 1979) ، مغنية بريطانية ، معروفة تحت اسمها المسرحي «بات فور لاش»
- ناتاشا كلاوس (مواليد 1975) ، الممثلة الكولومبية
- ناتاشا كوتشيكي (مواليد 1976) ، متزلجة أمريكية
- ناتاشا لو (مواليد 1970) ، فنانة إنجليزية
- ناتاشا ليجيرو (من مواليد عام 1974) ، الممثلة الهزلية الأمريكي
- ناتاشا ليتل (مواليد 1969) ، الممثلة البريطانية
- ناتاشا ليون (مواليد 1979) ، الممثلة الأمريكية
- ناتاشا مانويلا حليم (مواليد 1994) ، ملكة جمال العالم إندونيسيا 2016
- ناتاشا مارش (مواليد 1975) ، مغنية الأوبرا الويلزية
- ناتاشا ماكلون (مواليد 1969) ، الممثلة البريطانية
- ناتاشا ماكنمارا (مواليد 1935) ، أكاديمية أسترالية ، ناشطة وباحثة
- ناتاشا ميلنيك (مواليد 1984) ، الممثلة الأمريكية
- نا يينغ (مواليد 1967) ، المنشدة الصينية ، والمعروفة باسم ناتاشا نا
- ناتاشا نيجوفانليس (مواليد 1990) ، الممثلة والمغنية الكندية
- ناتاشا نيك غاربيث (مواليد 1981) ، متسابقة ملكة الجمال الأيرلندية
- ناتاشا أوباما (مواليد 2001) ، الابنة الثانية لباراك أوباما ، الرئيس الرابع والأربعون للولايات المتحدة
- ناتاشا باراشا (مواليد 1984) ، ملكة جمال باكستان
- ناتاشا بولي (مواليد 1985) ، العارضة الروسية
- ناتاشا باين (مواليد 1946) ، الممثلة البريطانية
- ناتاشا ريد (مواليد 1981) ، الاسم عند الولادة للمطربة الأمريكية الكورية الجنوبية يون مي راي
- ناتاشا ريتشاردسون (1963-2009) ، الممثلة الإنجليزية
- ناتاشا شنايدر (1956-2008) ، موسيقية روسية
- ناتاشا سانت بيير (مواليد 1981) ، مغنية كندية
- ناتاشا ستيلويل ، مذيعة ومنتجة تلفزيونية اسكتلندية
- ناتاشا ستوت ديسبوجا (مواليد 1969) ، سياسية أسترالية
- ناتاشا فلاسينكو (مواليد 1956) ، عازفة البيانو الروسية الأسترالية
- ناتاشا واتلي (مواليد 1981) ، لاعبة الكرة اللينة الأمريكية
- ناتاشا وايتمان (مواليد 1973) ، الممثلة البريطانية
- ناتاشا زفيريفا (مواليد 1971) ، لاعبة التنس البيلاروسية

## شخصيات خيالية
- ناتاشا ، دمية في المسلسل التلفزيوني شارع سمسم
- القائد ناتاشا ، شخصية في Raj Comics
- ناتاشا أندرسن ، شخصية في المسلسل التلفزيوني هوليوكس
- ناتاشا بلاجمان ، شخصية في المسلسل التلفزيوني شارع كورونيشن
- ألكسيس ديفيس (من مواليد ناتاشا كاسادين) ، شخصية في المسلسل التلفزيوني المستشفى العام
- ناتاشا فاتالي ، شخصية في المسلسل التلفزيوني مغامرات روكي وبولينكل والأصدقاء
- ناتاشا رومانوفا ، المعروفة أيضًا باسم الأرملة السوداء ، وهي شخصية من مارفل كوميكس
- ناتاشا روستوفا ، شخصية في رواية " الحرب والسلام" للمخرج ليو تولستوي
- تاشا يار ، شخصية في المسلسل التلفزيوني ستار تريك: الجيل التالي
- تاشا ، معالج Greyhawk في لعبة الفيديو سجون وتنانين

## حيوانات بارزة
- ناتاشا (قرد) ، قرد المكاك في حديقة سفاري بارك بالقرب من تل أبيب ، إسرائيل

## وصلات خارجية
- ناتاشا على موقع ميوزك برينز (الإنجليزية)